# FK Krasnodar
Ne pas confondre avec le Kouban Krasnodar, un autre club de football basé à Krasnodar.
Pour les articles homonymes, voir FKK.
Maillots
Actualités
Le Futbolny klub Krasnodar (en russe : футбольный клуб «Краснодар», littéralement Club de football « Krasnodar ») est un club de football russe basé à Krasnodar. Ses membres sont appelés Byki (быки) qui signifie Taureaux en russe ou encore Gorojanié (горожане), qui signifie Citadins.
Fondé en février 2008 par l'oligarque Sergueï Galitski, le club débute en troisième division russe la même année, terminant troisième du groupe Sud synonyme de promotion en deuxième division. Après deux années à ce niveau et malgré une cinquième place en 2010, Krasnodar profite du retrait de plusieurs clubs de la première division russe pour intégrer ce niveau dès la saison 2011-2012 et s'y maintenir depuis.
Depuis la saison 2013-2014, au cours de laquelle le club atteint la finale de la Coupe de Russie et termine cinquième du championnat russe, le FK Krasnodar prend part de manière régulière à la Ligue Europa dont il atteint les huitièmes de finale en 2017 et en 2019.
Évoluant au stade Troud lors de sa première année, le club partage par la suite le stade Kouban avec le Kouban Krasnodar, autre club de la ville, avant d’emménager dans le stade FK Krasnodar en octobre 2016.

## Histoire

### 2008-2010: Débuts dans les divisions inférieures
Avant la fondation du FK Krasnodar, le principal club de Krasnodar est l'historique Kouban Krasnodar, en activité depuis 1928. Celui-ci évolue alors alternativement entre la deuxième et la première division russe, ayant le statut de club-ascenseur ne se maintenant jamais dans l'une ou l'autre. En 2007, le milliardaire russe et président de Magnit Sergueï Galitski tente de racheter le Kouban, un processus qui échoue finalement,. Cet échec l'amène finalement à fonder son propre club en début d'année 2008, le FK Krasnodar, qui obtient sa licence professionnelle le 22 février de la même année et intègre ainsi la troisième division russe.
Cette nouvelle équipe dispute son premier match officiel deux mois plus tard le 12 avril contre le Nika Krasny Souline (en) dans le cadre du groupe Sud. Le club se compose alors principalement de jeunes joueurs de la région dirigés par Vladimir Voltchek et évolue au stade Torpedo de Taganrog. Alors que le FKK se classe cinquième avec trente points à l'issue de la phase aller, la direction décide de renvoyer Voltchek pour le remplacer par Noubi Khakounov et effectue dans la foulée un important remaniement d'effectif durant l'été 2008. Pour sa première saison, l'équipe termine ainsi finalement troisième du groupe Sud derrière le Volgar Astrakhan et le Bataïsk-2007 (en), échouant ainsi sportivement à la promotion. Cependant, la fin d'année 2008 voit le désistement du SKA Rostov et du Sportakademklub Moscou de la deuxième division pour des raisons financières, amenant Krasnodar à être officiellement invité au sein de l'échelon supérieur pour la saison 2009,.

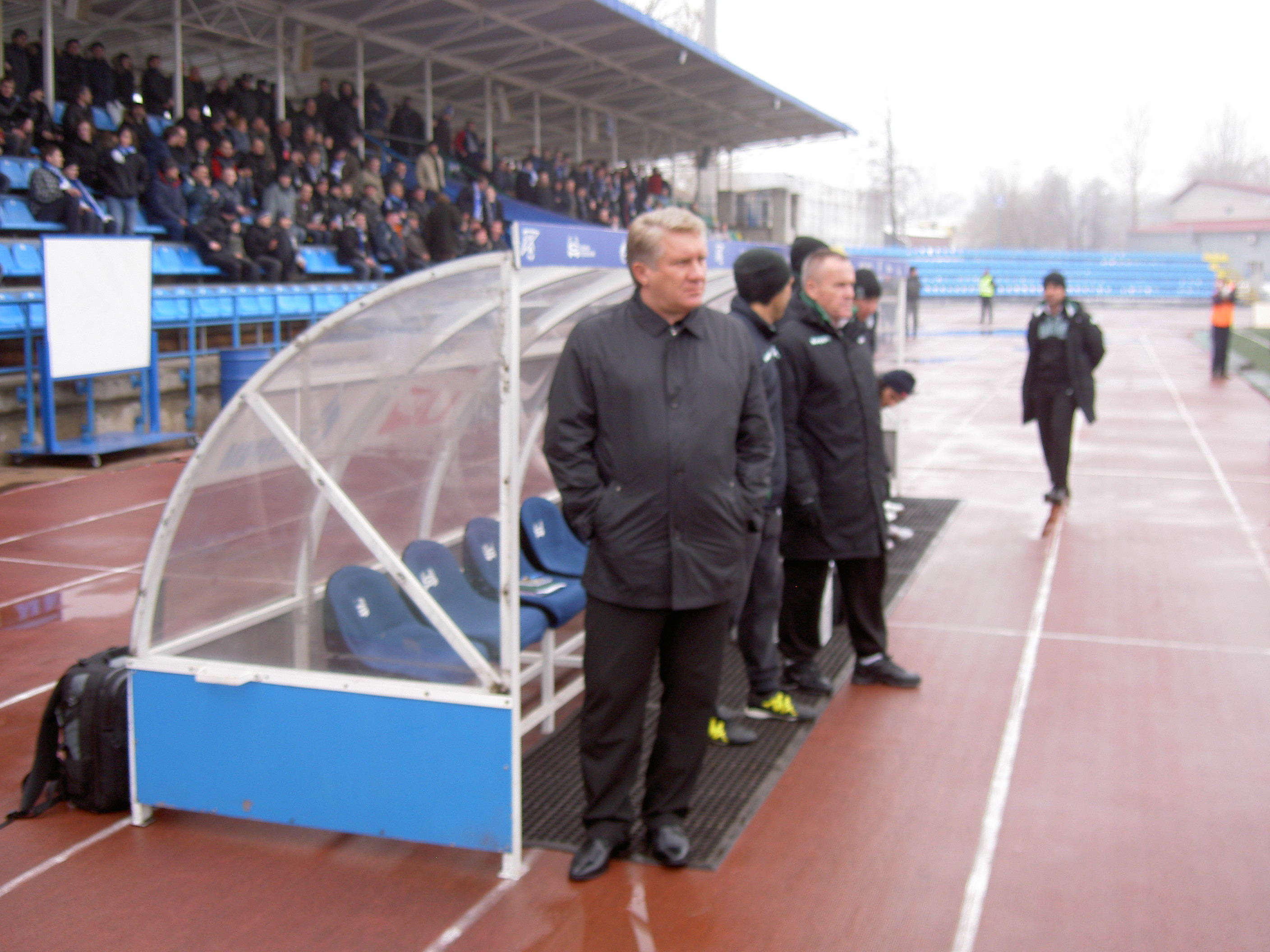
Sergueï Tachouïev dirige l'équipe lors de la saison 2010.

Afin d'être compétitif dans cette division, le club mène une campagne de recrutement active qui voit près de 80% de l'effectif être renouvelé, avec l'arrivée de nombreux joueurs libres ou en prêt tels que Maksim Demenko (en), Ievgueni Kalechine, Igor Picușceac ou encore Ricardo Baiano. Grâce à ces changements majeurs, l'équipe devient rapidement compétitive et parvient à assurer aisément son maintien en terminant dixième du championnat avec 52 points, douze d'avance sur la relégation. Souhaitant poursuivre sur cette lancée, les dirigeants décident de se séparer de Khakounov pour nommer le plus réputé Sergueï Tachouïev au poste d'entraîneur pour l'exercice 2010. Sous ses ordres, le FKK se place rapidement comme une des meilleures équipes de la compétition en concurrence directe avec notamment le Kouban Krasnodar, occupant même la tête du classement à la mi-saison. Malgré les recrutements de Spartak Gogniev et Aleksandr Martynovitch durant l'été, la deuxième moitié du championnat est plus compliquée pour le club qui doit finalement se contenter d'une cinquième position, à dix points d'une promotion sportive en première division, tandis que le Kouban remporte quant à lui la compétition.
À l'issue de cet échec, Tachouïev quitte Krasnodar à l'issue de la saison et est remplacé par le Serbe Slavoljub Muslin au mois de décembre 2010. Démarrant l'année 2011 dans l'optique d'une promotion directe dans l'élite, le club se montre à nouveau très actif dans son recrutement, ramenant notamment plusieurs joueurs internationaux ou d'expérience tels qu'Alexander Amisulashvili, Dušan Anđelković, Nikola Drinčić, Joãozinho, Aliaksandr Kulchy, Yura Movsisyan ou encore Nemanja Tubić. Cette ambition se réalise cependant dès la fin du mois de janvier 2011, le Saturn Ramenskoïe se désistant alors de la première division pour des raisons financières tandis que le FKK est choisi pour le remplacer en raison de ses infrastructures et de sa meilleure santé financières,. Il intègre ainsi la première division pour la saison 2011-2012, trois ans seulement après sa fondation.

### 2011-2014: Premières années dans l'élite

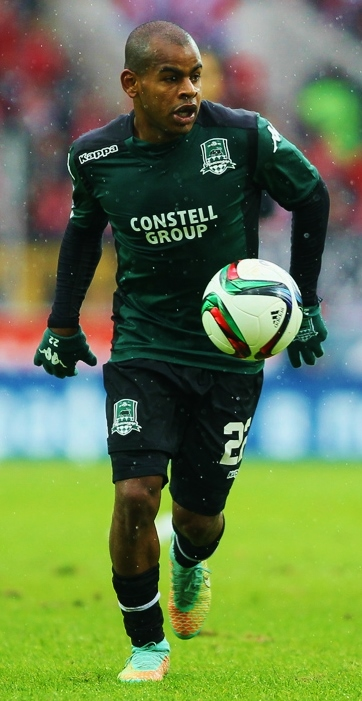
Arrivé en 2011, Joãozinho devient l'un des principaux joueurs du club lors de ses premières années dans l'élite.

Cette promotion permet ainsi à la première division russe d'accueillir deux équipes de Krasnodar pour la première fois de son histoire, et de connaître son premier derby non-moscovite le 18 juin 2011 lorsque les deux équipes s'affrontent au stade Kouban, qui abrite alors les deux équipes, le FKK remportant la première confrontation sur le score de 1-0 grâce à un but de Nikola Drinčić, tandis que le Kouban prend sa revanche au match retour en gagnant 2-0. De manière générale, pour sa première saison dans l'élite, le club connaît des résultats très inconstants, remportant notamment une victoire contre le Rubin Kazan chez lui et obtenant plusieurs matchs nuls contre les équipes du haut de classement, mais concédant également plusieurs lourdes défaites contre celles-ci, notamment sur la pelouse du Spartak Moscou (0-4) et du Zénith Saint-Pétersbourg (0-5), cette dernière constituant encore aujourd'hui la plus large défaite du club en championnat. L'équipe s'en sort cependant mieux contre les équipes du bas de classement et parvient à se classer neuvième à l'issue de la première phase du championnat, échouant cependant à prendre part au groupe pour le titre lors de la deuxième phase avec dix points de retard sur le huitième, et devant se contenter d'un maintien facile en dominant la poule de relégation, tandis que Yura Movsisyan inscrit quatorze buts au cours de la saison et termine quatrième meilleur buteur du championnat.
Satisfait par cette première performance, le propriétaire Sergueï Galitski établit dans la foulée les grands principes de l'équipe sur le long terme, qui évoluera « pas à pas » et sera principalement axée sur la constitution d'une équipe composée en grande partie de joueurs russes ou d'étrangers à prix modeste, malgré les riches finances du club, proposant un jeu offensif et plaisant pour le public. Dans cette optique, il annonce la construction d'un grand complexe sportif destiné à la formation ainsi que d'un grand stade appartenant au club, le stade FK Krasnodar, qui est bâti entre 2013 et 2016.
Affaiblie par le départ notable de Movsisyan pour le Spartak Moscou à la mi-saison 2012-2013, et malgré les arrivées de Vladislav Ignatiev, Mauricio Pereyra, Sergueï Petrov, Igor Smolnikov et Wánderson, le FKK connaît une saison décevante qui le voit stagner dans le bas du classement malgré les bonnes prestations de Movsisyan et de Wánderson qui permettent au club de se distinguer parmi les meilleures attaques du championnat, avec notamment des larges victoires contre l'Anji Makhatchkala (4-0) et le Mordovia Saransk (6-1) malgré finalement une dixième position en raison d'une inconstance toujours aussi marquée, en particulier à l'extérieur. Malgré cela, Muslin prolonge son contrat avec le club au mois de mai 2013 avant d'être finalement démis de ses fonctions dès le mois d'août suivant, le propriétaire estimant que l'équipe ne progresse pas suffisamment sous sa direction.
Le nouvel entraîneur de l'équipe est Oleg Kononov, recruté au PFK Sébastopol, tandis que Krasnodar se montre de nouveau actif sur le marché des transferts en recrutant notamment l'attaquant brésilien Ari, le milieu polonais Artur Jędrzejczyk et le défenseur central suédois Andreas Granqvist, ainsi que les nationaux Iouri Gazinski, Vitali Kalechine (en) et Pavel Mamaïev. Fort de ce recrutement, la saison 2013-2014 s'avère bien meilleure que la précédente et le club parvient cette fois-ci à accrocher la cinquième place du classement, synonyme de qualification en Ligue Europa pour la première fois de l'histoire du club, obtenant notamment une victoire de prestige à domicile contre le Spartak Moscou sur le score de 4-0 en mars 2014. En parallèle, il effectue un parcours notable en Coupe de Russie où il défait notamment le CSKA Moscou pour accéder à la finale de la compétition, avant d'être battu aux tirs au but par le FK Rostov.

### 2014-2016: Premières campagnes européennes sous Kononov

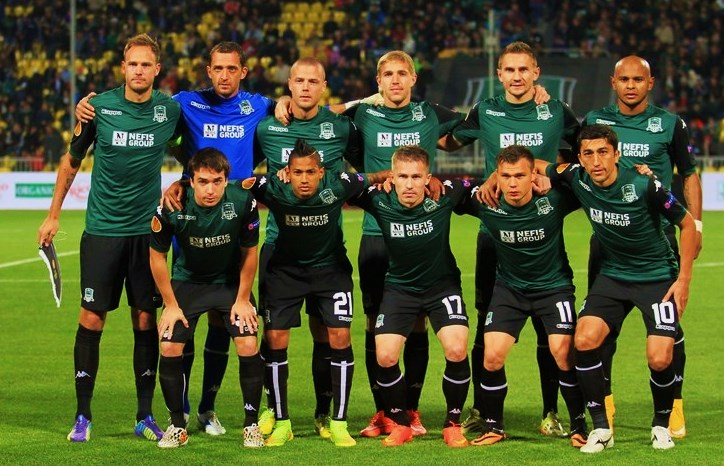
Photo d'équipe contre Everton en octobre 2014.

Accueillant notamment Odil Ahmedov, Vladimir Bystrov, Andriy Dikan et Marat Izmaïlov au cours de l'été 2014, Krasnodar entame sa première campagne européenne à la mi-juillet face à l'équipe estonienne du Sillamäe Kalev lors du deuxième tour de qualification de la Ligue Europa 2014-2015. Vainqueur facile sur le score de 9-0, il écarte ensuite le club hongrois du Diósgyőri VTK avec un résultat tout aussi large (8-1) avant d'être confronté en barrages aux Espagnols de la Real Sociedad. Défaits lors du match aller en Espagne sur un but de Xabier Prieto, les Krasnodariens l'emportent finalement lors du match retour en inscrivant trois buts en fin de deuxième période grâce à Joãozinho, Mauricio Pereyra et Ari pour un score cumulé de 3-1 afin de se qualifier pour la phase de groupes de la compétition. Ils sont par la suite tirés au sein du « groupe de la mort » composé du Lille OSC, du VfL Wolfsbourg et d'Everton. N'obtenant que trois points lors des cinq premiers matchs, le FKK est finalement éliminé à une journée de la fin mais remporte cette dernière rencontre sur la pelouse d'un Everton déjà qualifié pour terminer troisième.

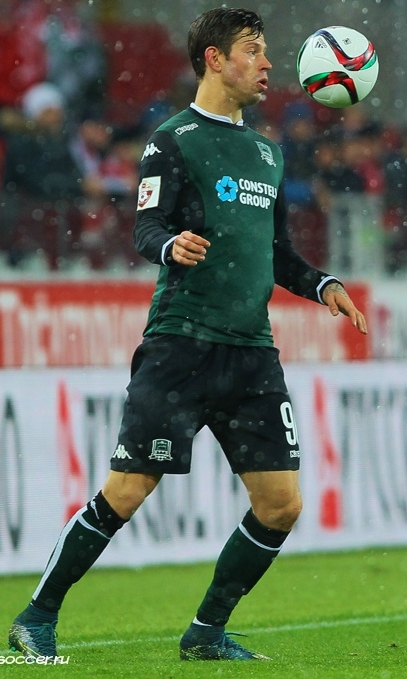
Arrivé à l'été 2015, Fiodor Smolov s'impose comme le buteur attitré de l'équipe pendant trois années.

Pendant ce temps, en championnat, l'équipe poursuit sur sa bonne dynamique de la saison précédente et se classe quatrième à la trêve hivernale en enregistrant des victoires notables contre le Spartak (4-0) puis le CSKA Moscou (2-1), bien qu'étant lourdement défait 4-0 par le Zénith Saint-Pétersbourg juste avant la trêve. Étant par la suite invaincu durant la deuxième partie de la saison, Krasnodar parvient ainsi à se placer confortablement sur le podium avec un total de 60 points, terminant à sept unités du Zénith qui l'emporte tandis qu'il échoue à une deuxième position synonyme de qualification en Ligue des champions derrière le CSKA en raison du nombre moindre de victoires remportées et doit ainsi se contenter d'une nouvelle qualification en Ligue Europa. En parallèle de ces performances sportives, la saison est marquée par la mise sous enquête du club par l'UEFA en septembre 2014 en raison de non-respect du fair-play financier, qui aboutit au mois de mai 2015 à l'interdiction pour le club d'inscrire de nouveaux joueurs achetés pour les compétitions européennes pour l'exercice 2015-2016, l'interdiction ne concernant cependant pas les joueurs recrutés libres ou en prêt.
La pré-saison 2015-2016 est quant à elle marquée par la mise en place d'une réglementation limitant le nombre de joueurs étrangers au sein du championnat russe, avec notamment un minimum de cinq joueurs russes par équipe au cours des matchs. Ces restrictions poussent le club à effectuer un recrutement constitué uniquement de joueurs libres et de prêts, ce qui ne l'empêche pas de se renforcer avec les arrivées de Charles Kaboré du Kouban Krasnodar, ainsi que Fiodor Smolov et Dmitri Torbinski qui viennent tous deux du Dynamo Moscou. Sur le plan européen, l'équipe connaît un exercice très satisfaisant qui le voit atteindre à nouveau la phase de groupes de la Ligue Europa où il termine cette fois premier du groupe devant notamment le Borussia Dortmund et le PAOK Salonique avec quatre victoires pour un nul et une défaite. Il est cependant éliminé sèchement dès les seizièmes de finale par le Sparta Prague sur le score de 4-0 en février 2016.
Pendant ce temps en championnat, l'équipe limitée par le règlement a du mal à reprendre son rythme de croisière et commence la compétition avec seulement trois victoires lors des douze premiers matchs, qui comprennent notamment une victoire 2-0 sur la pelouse du Zénith ainsi qu'un large succès à domicile 4-0 contre le Dynamo Moscou. Elle se reprend par la suite en fin d'année et enregistre cinq succès sur six rencontres avant la trêve hivernale, dont des victoires 2-1 contre le CSKA Moscou et le FK Rostov pour finalement se placer sixième au mois de décembre 2015. La deuxième partie de saison est marquée par le montée en puissance de Fiodor Smolov qui marque pas moins de quatorze buts lors des douze dernières journées de championnat, incluant un quadruplé contre l'Oural Iekaterinbourg (6-0) et un triplé contre le Krylia Sovetov Samara (3-0), pour atteindre le total de vingt réalisations sur l'ensemble de la saison et finir ainsi meilleur buteur du championnat russe. Il délivre dans le même temps neuf passes décisives tandis que Pavel Mamaïev se distingue également avec dix réalisations et treize passes décisives faisant de lui le deuxième meilleur passeur derrière Hulk. Ces performances aident ainsi le FKK à remporter huit de ces douze matchs et à finalement atteindre la quatrième place du classement. Il atteint en parallèle les demi-finales de la coupe nationale où il est cependant vaincu par le CSKA Moscou.

### 2016-2018: Lutte infructueuse pour la Ligue des champions
Libéré de ses restrictions pour l'achat de joueurs, le club recrute notamment au cours de l'été 2016 Viktor Claesson, Naldo et Cristian Ramírez, tandis qu'Aleksandr Martynovitch retourne d'un prêt à l'Oural Iekaterinbourg, bien que le défenseur islandais Ragnar Sigurðsson quitte quant à lui l'équipe pour rejoindre Fulham. Bien que se qualifiant à nouveau aisément pour la phase de poules de la Ligue Europa et après un démarrage marqué par deux larges victoires à domicile contre Tom Tomsk et le Terek Grozny, Krasnodar est par la suite plombé par une série de blessures graves concernant notamment Pavel Mamaïev mais également Ricardo Laborde et Wánderson qui a pour effet de voir le club passer par une série de quatre matchs sans victoires en championnat qui est fatale à l'entraîneur Oleg Kononov qui démissionne de son poste le 13 septembre 2016. Il est remplacé dans la foulée par le mentor du FK Krasnodar-2 Igor Chalimov qui assure d'abord l'intérim avant d'être nommé à plein temps au début du mois d'octobre.

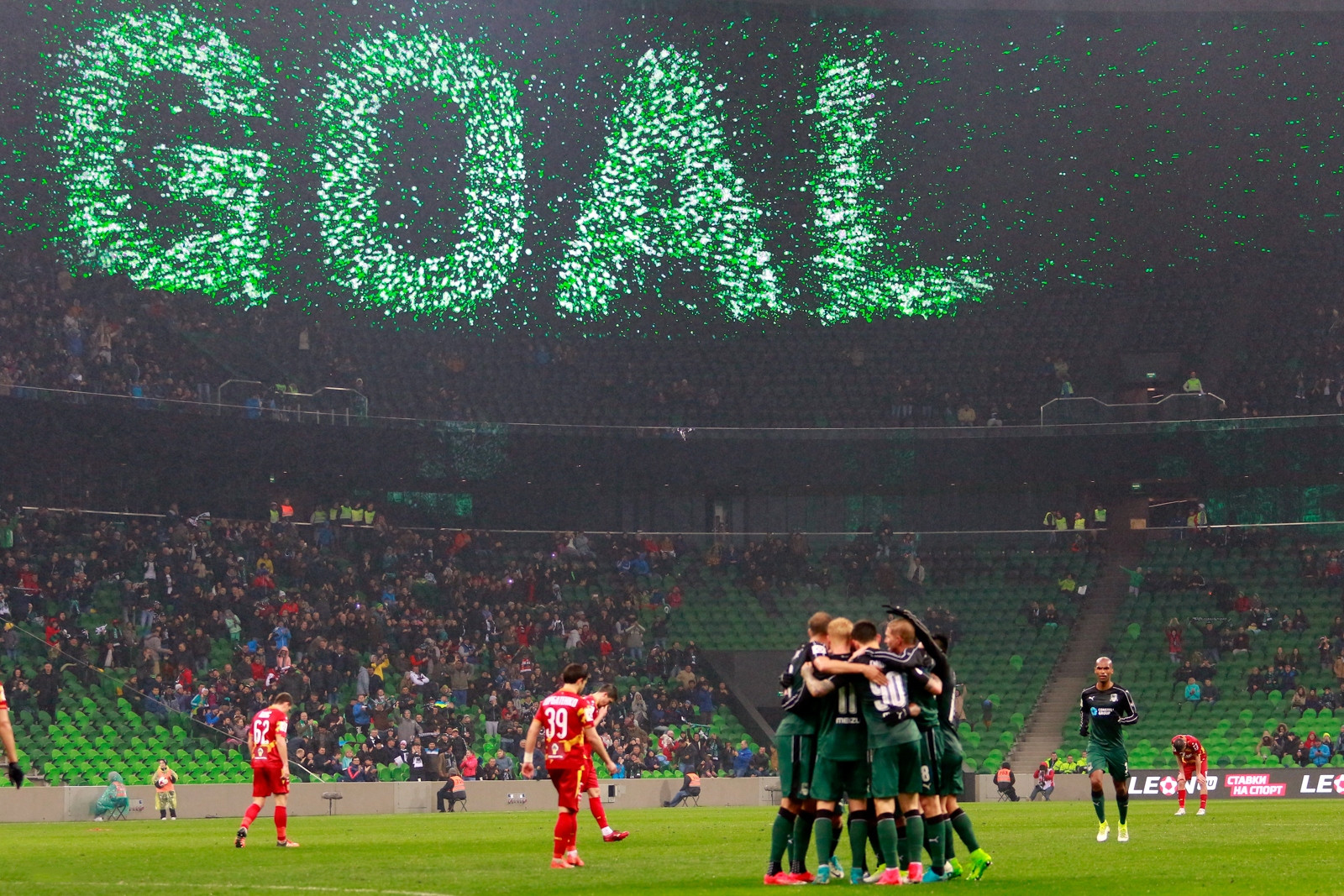
Le FK Krasnodar emménage dans son nouveau stade en octobre 2016.

Sous ses ordres, l'équipe se redresse par la suite en championnat, restant notamment invaincue lors des dix matchs suivants afin de se classer cinquième à la trêve hivernale, bien que concédant cinq matchs nuls dans cette série marquée par la blessure de Fiodor Smolov durant tout le mois d'octobre et de finir sur une défaite contre le Terek (1-2) et un match nul contre le Krylia Sovetov Samara (1-1). Pendant ce temps, en Ligue Europa le club est tiré au sein du groupe I contenant l'OGC Nice, le Red Bull Salzbourg ainsi que Schalke 04. Démarrant sur deux victoires contre Salzbourg puis Nice, le FKK n'obtient par la suite qu'un match nul lors des quatre dernières rencontres mais parvient tout de même à se qualifier pour la phase finale en terminant deuxième avec sept points, dépassant Salzbourg grâce aux résultats en confrontations directes. Par ailleurs, le match contre Schalke 04 au mois d'octobre 2016 voit l'inauguration du nouveau stade FK Krasnodar, enceinte attitrée du club d'une capacité de 33 500 places. L'hiver 2017 voit les départs notables d'Odil Ahmedov pour le club chinois du Shankhai SIPG, d'Artur Jędrzejczyk pour le Legia Varsovie et d'Ari qui part en prêt au Lokomotiv Moscou tandis que les blessés du début de saison font progressivement leur retour en équipe première. Reprenant la compétition à la mi-février 2017, le FK Krasnodar commence l'année avec un seizième de finale de Ligue Europa contre Fenerbahçe, qu'il remporte grâce à des buts de Claesson et Smolov (2-1) avant de tomber au tour suivant contre le Celta Vigo (1-4). Par la suite en championnat, l'équipe portée par Smolov (buteur à huit reprises pour la deuxième partie de saison) connaît cependant des résultats mitigés avec cinq victoires pour six matchs nuls et deux défaites, qui débouchent tout de même sur une nouvelle quatrième position.
La pré-saison 2017-2018 est principalement marquée par les départs de Vladimir Bystrov, Dmitri Torbinski, Vitali Kalechine (en), Naldo, Dmitri Torbinski et Wánderson, tandis que le club recrute notamment un autre Wanderson, venant quant à lui du Red Bull Salzbourg. Dans la foulée, le début d'exercice voit l'équipe connaître sa première désillusion européenne, avec une élimination dès les barrages de la Ligue Europa contre l'Étoile rouge de Belgrade. En championnat l'équipe connaît des débuts positifs en ne subissant qu'une défaite lors des dix premières matchs. Ces bons débuts sont cependant vite assombris par une période d'inconstance qui voit le club se placer quatrième à la trêve hivernale. Mécontent du manque de progrès de l'équipe, Sergueï Galitski décide finalement de renvoyer Igor Chalimov au début du mois d'avril 2018 et de le remplacer par l'entraîneur des jeunes Mourad Moussaïev, qui maintient le club en quatrième position mais échoue à deux points de la Ligue des champions.

### 2018: Qualifications en Ligue des champions
À l'issue de la saison, Moussaïev est confirmé dans ses fonctions d'entraîneur principal mais, manquant d'une licence UEFA Pro, c'est son adjoint Oleg Fomenko qui est juridiquement inscrit à la tête de l'équipe en championnat et en Ligue Europa pour la saison 2018-2019. L'été 2018 est par ailleurs marqué par les départs de Fiodor Smolov pour le Lokomotiv Moscou tandis que Joãozinho, Andreas Granqvist et Ricardo Laborde sont laissés libres par le club. Dans l'autre sens, Ari retourne de son prêt au Lokomotiv tandis que Christian Cueva, Uroš Spajić et Dmitri Stotski sont recrutés. Sur le plan national le FK Krasnodar connaît un début de saison très positif le voyant se démarquer par un jeu offensif et attrayant lui permettant de se classer confortablement deuxième à la trêve hivernale, à un point du Zénith Saint-Pétersbourg. Pendant ce temps, le club intègre directement la phase de groupes de la Ligue Europa au sein du groupe J contenant notamment Séville FC et le Standard de Liège, dont il parvient à sortir en comptabilisant quatre victoires pour deux défaites, le classant deuxième derrière Séville.
Lors de la trêve hivernale, l'équipe enregistre les arrivées de Kristoffer Olsson de l'AIK Solna et de Dmitri Skopintsev du FK Rostov, tandis que plusieurs jeunes du centre de formation ayant brillé avec le FK Krasnodar-2 en deuxième division font leur entrée dans la rotation de l'équipe, nommément Matveï Safonov, Ivan Ignatiev, Danil Outkine et Magomed-Chapi Souleïmanov. Reprenant avec les seizièmes de finale de Ligue Europa en février 2019, le club parvient à défaire le Bayer Leverkusen grâce à un but de Souleïmanov en fin de match avant d'être éliminé au tour suivant par Valence qui remporte la confrontation dans les derniers instants grâce à un but de Gonçalo Guedes. En championnat, le FKK connaît une reprise très difficile le voyant enchaîner quatre matchs sans victoire le faisant décrocher de la course au titre, qui est définitivement abandonnée à l'issue de la confrontation à domicile contre le Zénith au mois d'avril 2019, une sorte de « finale » pour le championnat qui débouche sur une défaite 3-2 des Krasnodariens au terme d'une rencontre très disputée considérée par la suite comme une des meilleures de la saison voire de l'histoire du championnat russe,. Le club parvient par la suite à se remettre de cette défaite et à finalement assurer sa place sur le podium à l'issue de l'avant-dernière journée, lui permettant de se qualifier pour la Ligue des champions pour la première fois de son histoire en terminant troisième.
Pour se préparer à cette campagne, le FKK connaît un été 2019 très actif qui le voit dépenser pas moins de 26 millions d'euros en achats de joueurs, dont 12 millions pour le seul Rémy Cabella en provenance de l'AS Saint-Étienne qui devient l'achat le plus onéreux de l'histoire du club. En parallèle sont également recrutés Tonny Vilhena, Kaio (en), Younes Namli, Rouslan Kambolov ainsi que Marcus Berg tandis que Christian Cueva s'en va,. Malgré cela, et la victoire face au FC Porto lors du troisième tour de qualification, l'équipe échoue finalement à se qualifier pour la phase de groupes, étant éliminée lors des barrages par l'Olympiakos et ainsi repêchée en Ligue Europa, où son parcours s'arrête à l'issue de la phase de groupes après avoir fini troisième de sa poule. Dans le même temps en championnat, Krasnodar parvient à se hisser dans le peloton de tête et se classe en deuxième position à la trêve hivernale, bien que comptant dix points de retard sur le Zénith Saint-Pétersbourg et un seul d'avance sur la cinquième position. La deuxième partie de saison, marquée notamment par l'interruption liée à la pandémie de Covid-19 en Russie, est quant à elle plus difficile pour le club qui n'arrive à assurer la troisième place et sa qualification en Ligue des champions qu'à l'issue de la dernière journée.
Le début d'exercice 2020-2021 est donc marqué par une nouvelle campagne dans cette dernière compétition. Démarrant cette fois directement au stade des barrages, Krasnodar se voit cette fois opposé au PAOK Salonique et, après deux victoires 2-1, parvient à obtenir sa première qualification à une phase de groupes de Ligue des champions. Il n'arrive cependant pas à se qualifier pour la phase finale de la compétition, devant se contenter d'une troisième position synonyme de repêchage en Ligue Europa. En parallèle, sur le plan domestique, l'effectif du club est mis à mal par plusieurs blessures et cas de Covid-19 poussant à la mise en quarantaine de certains joueurs. Cela se traduit par une première partie de saison très difficile qui le voit stagner dans le milieu du classement,. La reprise s'accompagne de nouvelles déceptions pour l'équipe qui est éliminée d'entrée en seizièmes de finale de la Ligue Europa par le Dinamo Zagreb puis en Coupe de Russie par le FK Sotchi durant la deuxième partie du mois de février 2021. Les performances en championnat demeurent elles aussi médiocres avec notamment deux revers cinglants face au Spartak Moscou (1-6) et l'Akhmat Grozny (0-5), équipe luttant pourtant pour se maintenir. Cette dernière défaite signe la fin définitive du mandat de Mourad Moussaïev qui démissionne finalement le 3 avril. Nommé trois jours plus tard, son successeur est Viktor Goncharenko, qui vient tout juste de quitter le CSKA Moscou quelques semaines plus tôt. Krasnodar termine par la suite la saison en dixième position, son pire classement depuis 2013.
Après une première partie de saison 2021-2022 qui voit le club se classer cinquième à la trêve hivernale, à deux points du podium et neuf du titre, l'équipe dirigeante décide de démettre Goncharenko de ses fonctions d'entraîneur durant les premiers jours de janvier 2022. Il est remplacé dans la foulée par l'Allemand Daniel Farke (en). Ce dernier quitte cependant son poste dès le début du mois de mars dans le contexte de l'invasion de l'Ukraine par la Russie, sans avoir dirigé le moindre match.
Lors de la saison 2023-2024, le club atteint une historique deuxième place en championnat, un point derrière le champion, le Zenit Saint-Petersbourg. Le 13 Juillet 2024, le FK Krasnodar participe à la première Supercoupe de Russie de son histoire, qu'il perdra 4 à 2 face au Zenit.

### Champion de Russie (2025)
À l'issue de la saison 2024-2025, le club remporte son premier championnat, à un point devant le Zenith, en battant 3 à 0 le Dynamo Moscou.

## Personnalités

### Direction
Le club est présidé par son fondateur, Sergueï Galitski. Nourbi Khakounov, directeur général adjoint, a été entraîneur du FK Krasnodar par le passé.
| Poste                     | Nom              |
| ------------------------- | ---------------- |
| Président                 | Sergueï Galitski |
| Vice-président            | Valeri Boubnov   |
| Directeur général         | Vladimir Khachig |
| Directeur général adjoint | Nourbi Khakounov |
| Chargé d'affaires         | Aram Foundoukian |

### Liste des entraîneurs
Le FK Krasnodar a connu en tout sept entraîneurs différents. Vladimir Voltchek et Nourbi Khakounov, inconnus au haut niveau, ont été les premiers entraîneurs du club durant ses débuts en troisième puis en deuxième division. Le troisième entraîneur du club est Sergueï Tachouïev, qui arrive en 2010 après un passage probant au Saliout Belgorod. Il ne reste cependant qu'une saison à la tête du club, quittant ses fonctions après une seconde moitié de saison 2010 ratée. Il est remplacé par l'expérimenté Slavoljub Muslin, qui est notamment passé sur le banc du Lokomotiv Moscou en 2006. Le club reste deux ans sous sa houlette pour les deux premières saisons du club en première division. À l'issue de la saison 2012-2013, le propriétaire Sergueï Galitski considère que la progression de son club commence à stagner et décide de remplacer Muslin par le Biélorusse Oleg Kononov, qui est naturalisé russe quelques mois après son arrivée. Avec ce nouvel entraîneur, le club participe à sa première Ligue Europa à l'issue de la saison 2013-2014 et atteint la finale de la Coupe de Russie. Après la démission de Kononov en septembre 2016, il est remplacé par Igor Chalimov. Sous ses ordres, Krasnodar maintient ses performances correctes en championnat. Après une saison 2017-2018 relativement décevante, notamment sur le plan européen avec une élimination dès les barrages de la Ligue Europa et sur le plan du jeu proposé par l'équipe, Chalimov est renvoyé en avril 2018 et remplacé par son adjoint Mourad Moussaïev, d'abord par intérim pour la fin de saison puis de façon définitive à partir de la saison 2018-2019 et ce jusqu'au début du mois d'avril 2021. Le relève est par la suite assurée par le Biélorusse Viktor Goncharenko. Il est finalement remercié le 5 janvier 2022 et c'est l'Allemand Daniel Farke qui lui succèdera. Cependant, à cause de l'invasion russe en Ukraine, Farke quitte le club sans même avoir joué le moindre match. Aleksandr Storojuk, alors entraîneur du FK Krasnodar-2, prend la relève. À la pause hivernale de la saison 2022-2023, Krasnodar pointe à une très décevante 8e place en championnat. Storojuk est alors renvoyé au FK Krasnodar-2, et le Serbe Vladimir Ivić est nommé nouvel entraîneur. Il apportera une vision bien plus pragmatique au club, arrivant à l'issue de la saison à le remonter à la 6e place et à atteindre la finale de la Coupe de Russie, qu'il perdra aux tirs au but après un match nul 1-1 contre le CSKA Moscou. La saison suivante, il arrivera à faire de Krasnodar un prétendant crédible au sacre national pour la première fois de son histoire, terminant même à la première place à la mi-saison. Cependant, de mauvaises performances à la reprise du championnat en mars et une élimination précoce en Coupe contre le FK Khimki (alors pensionnaire de D2) auront raison de son poste. Il sera remercié, et Mourad Moussaïev sera rappelé pour reprendre la tête du club. Il n'arrivera cependant pas à maintenir les Byki en tête de la Ligue, finissant "seulement" à la 2e place.
| Vladimir Voltchek   | 22 février 2008   | 13 août 2008      | 24  | 14  | 6   | 4   | 58,3 |
| Nourbi Khakounov    | 13 août 2008      | 25 novembre 2009  | 53  | 25  | 10  | 18  | 47,2 |
| Sergueï Tachouïev   | 25 novembre 2009  | 7 novembre 2010   | 40  | 19  | 10  | 11  | 47,5 |
| Slavoljub Muslin    | 29 décembre 2010  | 9 août 2013       | 83  | 31  | 20  | 32  | 37,3 |
| Oleg Kononov        | 11 août 2013      | 13 septembre 2016 | 131 | 72  | 30  | 28  | 55,0 |
| Igor Chalimov       | 13 septembre 2016 | 2 avril 2018      | 66  | 30  | 19  | 17  | 46,2 |
| Mourad Moussaïev    | 3 avril 2018      | 3 avril 2021      | 125 | 56  | 29  | 40  | 44,8 |
| Viktor Goncharenko  | 6 avril 2021      | 5 janvier 2022    | 25  | 11  | 5   | 9   | 44,0 |
| Daniel Farke (en)   | 13 janvier 2022   | 2 mars 2022       | 0   | 0   | 0   | 0   | 0,0  |
| Aleksandr Storojouk | 2 mars 2022       | 3 janvier 2023    | 24  | 11  | 5   | 8   | 45,8 |
| Vladimir Ivić       | 4 janvier 2023    | 13 mars 2024      | 48  | 24  | 16  | 8   | 50,0 |
| Mourad Moussaïev    | 14 mars 2024      | en cours          |     |     |     |     |      |
| Total               | Total             | Total             | 619 | 293 | 150 | 175 | 47.3 |

### Joueurs emblématiques

#### Distinctions individuelles
La liste suivante présente les joueurs ayant obtenu des distinctions individuelles notables durant leur passage au club.
| Nom                   | Période au club | Performances |
| --------------------- | --------------- | --- |
| Joãozinho             | 2011-2018       | Liste des 33 meilleurs joueurs de Russie (ru) en 2014.                                                                    |
| Wánderson             | 2012-2017       | Liste des 33 meilleurs joueurs de Russie en 2014.                                                                         |
| Vitali Kalechine (en) | 2013-2017       | Liste des 33 meilleurs joueurs de Russie en 2017.                                                                         |
| Andreas Granqvist     | 2013-2018       | Liste des 33 meilleurs joueurs de Russie en 2015, 2016 et 2018.                                                           |
| Pavel Mamaïev         | 2013-2019       | Liste des 33 meilleurs joueurs de Russie en 2015 et 2016.                                                                 |
| Ari                   | 2013-2021       | Liste des 33 meilleurs joueurs de Russie en 2015.                                                                         |
| Iouri Gazinski        | 2013-2022       | Liste des 33 meilleurs joueurs de Russie en 2018 et 2019.                                                                 |
| Sergueï Petrov        | 2013-           | Liste des 33 meilleurs joueurs de Russie en 2019 et 2020.                                                                 |
| Odil Ahmedov          | 2014-2017       | Liste des 33 meilleurs joueurs de Russie en 2015.                                                                         |
| Roman Chirokov        | 2014-2015       | Liste des 33 meilleurs joueurs de Russie en 2014 et 2015.                                                                 |
| Fiodor Smolov         | 2015-2018       | Meilleur buteur du championnat de Russie en 2016 et 2017. Liste des 33 meilleurs joueurs de Russie en 2016, 2017 et 2018. |
| Viktor Claesson       | 2017-2022       | Liste des 33 meilleurs joueurs de Russie en 2019.                                                                         |
| Cristian Ramírez      | 2017-           | Liste des 33 meilleurs joueurs de Russie en 2019.                                                                         |
| Matvey Safonov        | 2017-2024       | Liste des 33 meilleurs joueurs de Russie en 2020 et 2022.                                                                 |
| Wanderson             | 2017-           | Liste des 33 meilleurs joueurs de Russie en 2019, 2020 et 2021.                                                           |
| Uroš Spajić           | 2018-2021       | Liste des 33 meilleurs joueurs de Russie en 2019 et 2020.                                                                 |

#### Joueurs internationaux
Les joueurs internationaux suivants ont joué pour le club. Ceux ayant évolué en équipe nationale lors de leur passage à Krasnodar sont marqués en gras.
Russie
- Ari
- Alekseï Bougaïev
- Vladimir Bystrov
- Oleg Chatov
- Roman Chirokov
- Roman Chichkine
- Maksim Demenko
- Iouri Gazinski
- Rénat Ianbaïev
- Vladislav Ignatiev
- Marat Izmaïlov
- Rouslan Kambolov
- Lioubomir Kantonistov
- Nikolaï Komlitchenko
- Fiodor Koudriachov
- Stanislav Kritsiouk
- Pavel Mamaïev
- Sergueï Petrov
- Russia Matvey Safonov
- Igor Smolnikov
- Fiodor Smolov
- Dmitri Stotski
- Dmitri Torbinski
- Roman Vorobiov
- Aleksandr Yerokhine

Pays de l'ex-URSS
- Yura Movsisyan
- Armenia Eduard Spertsyan
- Marcos Pizzelli
- Syarhey Kislyak
- Aliaksandr Kulchiy
- Aleksandr Martynovich
- Alexander Amisulashvili
- Otar Martsvaladze
- Tornike Okriashvili
- Nukri Revishvili
- Igor Picușceac
- Andriy Dikan
- Odil Ahmedov

Amérique
- Cristian Ramírez
- Christian Cueva
- Ricardo Laborde

Afrique
- Charles Kaboré
- Moussa Konaté

Europe
- Ricardo Baiano
- Ognjen Vranješ
- Rémy Cabella
- Vladimir Koman
- Jón Guðni Fjóluson
- Ragnar Sigurðsson
- Nikola Drinčić
- Stefan Strandberg
- Tonny Vilhena
- Artur Jędrzejczyk
- Andrei Ivan
- Dušan Anđelković
- Mihailo Ristić
- Uroš Spajić
- Marcus Berg
- Viktor Claesson
- Andreas Granqvist

## Bilan sportif

### Palmarès
| Compétitions nationales | Compétitions internationales                                                                          |
| - Championnat de Russie (1) - Champion : 2025. - Vice-champion : 2024. - Championnat de Russie de deuxième division - Cinquième : 2010. - Championnat de Russie de troisième division - Troisième : 2008. - Coupe de Russie - Finaliste : 2014 et 2023. - Supercoupe de Russie - Finaliste : 2024. | - Ligue des champions - Phase de groupes : 2020. - Ligue Europa - Huitièmes de finale : 2017 et 2019. |

### Classements en championnat
La frise ci-dessous résume les classements successifs du club en championnat de Russie depuis 2008.

### Bilan par saison
Légende
- Champion ou vainqueur de la compétition
- Deuxième ou finaliste de la compétition
- Troisième de la compétition
- Promotion en division supérieure
- Relégation en division inférieure

| Saison    | Championnat | Championnat | Championnat | Championnat | Championnat | Championnat | Championnat | Championnat | Championnat | Championnat | Coupe de Russie     | Coupe d'Europe | Coupe d'Europe      |   |   |
| Saison    | Division    | Pos         | Pts         | J           | V           | N           | D           | BP          | BC          | Diff        | Coupe de Russie     | C              | Résultat            |   |   |
| --------- | ----------- | ----------- | ----------- | ----------- | ----------- | ----------- | ----------- | ----------- | ----------- | ----------- | ------------------- | -------------- | ------------------- | - | - |
| 2008      | 3e Sud      | 3e          | 72          | 34          | 22          | 6           | 6           | 60          | 23          | +37         | —                   | —              | —                   |   |   |
| 2009      | 2e          | 10e         | 52          | 38          | 14          | 10          | 14          | 50          | 47          | +3          | 64es de finale      | —              | —                   |   |   |
| 2010      | 2e          | 5e          | 61          | 38          | 17          | 10          | 11          | 60          | 44          | +26         | Seizièmes de finale | —              | —                   |   |   |
| 2011-2012 | 1re         | 9e          | 61          | 44          | 16          | 13          | 15          | 58          | 61          | -3          | Quarts de finale    | —              | —                   |   |   |
| 2011-2012 | 1re         | 9e          | 61          | 44          | 16          | 13          | 15          | 58          | 61          | -3          | Seizièmes de finale | —              | —                   |   |   |
| 2012-2013 | 1re         | 10e         | 42          | 30          | 12          | 6           | 12          | 45          | 36          | +9          | Huitièmes de finale | —              | —                   |   |   |
| 2013-2014 | 1re         | 5e          | 50          | 30          | 15          | 5           | 10          | 46          | 39          | +7          | Finale              | —              | —                   |   |   |
| 2014-2015 | 1re         | 3e          | 60          | 30          | 17          | 9           | 4           | 52          | 27          | +25         | Huitièmes de finale | C3             | Phase de groupes    |   |   |
| 2015-2016 | 1re         | 4e          | 56          | 30          | 16          | 8           | 6           | 54          | 25          | +29         | Demi-finales        | C3             | Seizièmes de finale |   |   |
| 2016-2017 | 1re         | 4e          | 49          | 30          | 12          | 13          | 5           | 40          | 22          | +18         | Quarts de finale    | C3             | Huitièmes de finale |   |   |
| 2017-2018 | 1re         | 4e          | 54          | 30          | 16          | 6           | 8           | 46          | 30          | +16         | Seizièmes de finale | C3             | Barrages Q          |   |   |
| 2018-2019 | 1re         | 3e          | 56          | 30          | 16          | 8           | 6           | 55          | 23          | +32         | Quarts de finale    | C3             | Huitièmes de finale |   |   |
| 2019-2020 | 1re         | 3e          | 52          | 30          | 14          | 10          | 6           | 49          | 30          | +19         | Seizièmes de finale | C1             | Barrages Q          |   |   |
| 2019-2020 | 1re         | 3e          | 52          | 30          | 14          | 10          | 6           | 49          | 30          | +19         | Seizièmes de finale | C3             | Phase de groupes    |   |   |
| 2020-2021 | 1re         | 10e         | 41          | 30          | 12          | 5           | 13          | 52          | 45          | +7          | Huitièmes de finale | C1             | Phase de groupes    |   |   |
| 2020-2021 | 1re         | 10e         | 41          | 30          | 12          | 5           | 13          | 52          | 45          | +7          | Huitièmes de finale | C3             | Seizièmes de finale |   |   |
| 2021-2022 | 1re         | 4e          | 50          | 30          | 14          | 8           | 8           | 42          | 30          | +12         | Phase de groupes    | —              | —                   | — | — |
| 2022-2023 | 1re         | 6e          | 48          | 30          | 13          | 9           | 8           | 62          | 46          | +16         | Finale              | —              | —                   | — | — |
| 2023-2024 | 1re         | 2e          | 56          | 30          | 16          | 8           | 6           | 45          | 29          | +16         | Quarts de finale    |                |                     |   |   |
| 2024-2025 | 1re         | 1er         | 67          | 30          | 20          | 7           | 3           | 59          | 23          | +36         | Quarts de finale    |                |                     |   |   |

### Bilan européen
Le FK Krasnodar fait ses premiers pas en compétitions européennes en 2014 en se qualifiant pour la Ligue Europa. Il y atteint la phase de groupes après avoir passé trois tours de qualification, incluant une victoire en barrage face au club espagnol de la Real Sociedad. Le club termine par la suite troisième du groupe H composé du Lille OSC, du VfL Wolfsbourg et d'Everton.
Il atteint une nouvelle fois la phase de poules la saison suivante, parvenant cette fois-ci à terminer premier, notamment devant les Allemands du Borussia Dortmund et à se qualifier pour les seizièmes de finale, où il est éliminé par le club tchèque du Sparta Prague. Un échelon supplémentaire est gravi lors de la saison 2016-2017, les Russes parvenant une nouvelle fois à sortir de leur groupe avant de remporter le seizième de finale face aux Turcs de Fenerbahçe, tombant cependant dès le tour suivante face au Celta Vigo.
La campagne 2017-2018 est la première grande déception du club sur le plan européen, celui-ci échouant à se qualifier pour la phase de groupes pour la première fois de son histoire après avoir été vaincu en barrages par l'Étoile rouge de Belgrade. La saison suivante voit Krasnodar entrer directement dans la phase de groupes de la Ligue Europa pour la première fois sans avoir à passer le moindre tour de qualification. Après avoir fini deuxième d'un groupe composé notamment du Séville FC et du Standard de Liège, les Byki parviennent à se défaire de l'équipe allemande du Bayer Leverkusen lors des seizièmes de finale avant d'être éliminé au tour suivant par le Valence CF.
Après s'être assuré une place sur le podium lors du championnat 2018-2019, Krasnodar se qualifie pour la première fois de son histoire pour la Ligue des champions, où il débute au troisième tour de qualification face aux Portugais du FC Porto. Bien que défaits 1-0 chez eux, les Krasnodariens parviennent finalement à l'emporter 3-2 lors du match retour grâce un but de Tonny Vilhena et un doublé de Magomed-Chapi Souleïmanov permettant au FKK de gagner à la règle des buts marqués à l'extérieur et de rejoindre les barrages pour la phase de groupes, où il est cette fois confronté à l'équipe grecque de l'Olympiakos. Le match aller se révèle cependant désastreux pour les Russes, qui sont battus lourdement en Grèce sur le score de 4-0, avec notamment trois buts concédés lors du dernier quart d'heure de la rencontre. Ils ne parviennent pas à remonter ce retard au match retour à domicile, concédant une nouvelle défaite 2-1 et étant ainsi éliminés de la compétition, devant se contenter d'un repêchage en phase de groupes de la Ligue Europa à l'issue de laquelle il termine troisième derrière le FC Bâle et Getafe.
Qualifié directement pour les barrages de qualification de la Ligue des champions la saison suivante après une nouvelle place de troisième, Krasnodar parvient cette fois à se défaire du PAOK Salonique grâce à deux victoires 2-1 à domicile puis à l'extérieur pour se qualifier à la phase de groupes pour la première fois de son histoire. Tiré dans le groupe E en compagnie de Chelsea, Séville et du Stade rennais, le club termine en troisième position avec un bilan d'une seule victoire pour deux matchs nuls et trois défaites, ce qui permet lui d'être repêché en Ligue Europa où il est finalement éliminé d'entrée par le Dinamo Zagreb au stade des seizièmes de finale.
Note : dans les résultats ci-dessous, le score du club est toujours donné en premier.
| Saison    | Compétition         | Tour                | Club                     | Domicile | Extérieur | Total     |
| --------- | ------------------- | ------------------- | ------------------------ | -------- | --------- | --------- |
| 2014-2015 | Ligue Europa        | Deuxième tour Q     | Sillamäe Kalev           | 5 - 0    | 4 - 0     | 9 - 0     |
| 2014-2015 | Ligue Europa        | Troisième tour Q    | Diósgyőri VTK            | 3 - 0    | 5 - 1     | 8 - 1     |
| 2014-2015 | Ligue Europa        | Barrages Q          | Real Sociedad            | 3 - 0    | 0 - 1     | 3 - 1     |
| 2014-2015 | Ligue Europa        | Groupe H            | Lille OSC                | 1 - 1    | 1 - 1     | Troisième |
| 2014-2015 | Ligue Europa        | Groupe H            | VfL Wolfsbourg           | 2 - 4    | 1 - 5     | Troisième |
| 2014-2015 | Ligue Europa        | Groupe H            | Everton FC               | 1 - 1    | 1 - 0     | Troisième |
| 2015-2016 | Ligue Europa        | Troisième tour Q    | Slovan Bratislava        | 2 - 0    | 3 - 3     | 5 - 3     |
| 2015-2016 | Ligue Europa        | Barrages Q          | HJK Helsinki             | 5 - 1    | 0 - 0     | 5 - 1     |
| 2015-2016 | Ligue Europa        | Groupe C            | Borussia Dortmund        | 1 - 0    | 1 - 2     | Premier   |
| 2015-2016 | Ligue Europa        | Groupe C            | PAOK Salonique           | 2 - 1    | 0 - 0     | Premier   |
| 2015-2016 | Ligue Europa        | Groupe C            | FK Qabala                | 2 - 1    | 3 - 0     | Premier   |
| 2015-2016 | Ligue Europa        | Seizièmes de finale | Sparta Prague            | 0 - 3    | 0 - 1     | 0 - 4     |
| 2016-2017 | Ligue Europa        | Troisième tour Q    | Birkirkara FC            | 3 - 1    | 3 - 0     | 6 - 1     |
| 2016-2017 | Ligue Europa        | Barrages Q          | Partizani Tirana         | 4 - 0    | 0 - 0     | 4 - 0     |
| 2016-2017 | Ligue Europa        | Groupe H            | Schalke 04               | 0 - 1    | 0 - 2     | Deuxième  |
| 2016-2017 | Ligue Europa        | Groupe H            | Red Bull Salzbourg       | 1 - 1    | 1 - 0     | Deuxième  |
| 2016-2017 | Ligue Europa        | Groupe H            | OGC Nice                 | 5 - 2    | 1 - 2     | Deuxième  |
| 2016-2017 | Ligue Europa        | Seizièmes de finale | Fenerbahçe SK            | 1 - 0    | 1 - 1     | 2 - 1     |
| 2016-2017 | Ligue Europa        | Huitièmes de finale | Celta Vigo               | 0 - 2    | 1 - 2     | 1 - 4     |
| 2017-2018 | Ligue Europa        | Troisième tour Q    | Lyngby BK                | 2 - 1    | 3 - 1     | 5 - 2     |
| 2017-2018 | Ligue Europa        | Barrages Q          | Étoile rouge de Belgrade | 3 - 2    | 1 - 2     | 4 - 4E    |
| 2018-2019 | Ligue Europa        | Groupe J            | Séville FC               | 2 - 1    | 0 - 3     | Deuxième  |
| 2018-2019 | Ligue Europa        | Groupe J            | Standard de Liège        | 2 - 1    | 1 - 2     | Deuxième  |
| 2018-2019 | Ligue Europa        | Groupe J            | Akhisar Belediyespor     | 2 - 1    | 1 - 0     | Deuxième  |
| 2018-2019 | Ligue Europa        | Seizièmes de finale | Bayer Leverkusen         | 0 - 0    | 1 - 1     | 1E - 1    |
| 2018-2019 | Ligue Europa        | Huitièmes de finale | Valence CF               | 1 - 1    | 1 - 2     | 2 - 3     |
| 2019-2020 | Ligue des champions | Troisième tour Q    | FC Porto                 | 0 - 1    | 3 - 2     | 3E - 3    |
| 2019-2020 | Ligue des champions | Barrages Q          | Olympiakos               | 1 - 2    | 0 - 4     | 1 - 6     |
| 2019-2020 | Ligue Europa        | Groupe C            | FC Bâle                  | 1 - 0    | 0 - 5     | Troisième |
| 2019-2020 | Ligue Europa        | Groupe C            | Getafe CF                | 1 - 2    | 0 - 2     | Troisième |
| 2019-2020 | Ligue Europa        | Groupe C            | Trabzonspor              | 3 - 1    | 2 - 0     | Troisième |
| 2020-2021 | Ligue des champions | Barrages Q          | PAOK Salonique           | 2 - 1    | 2 - 1     | 4 - 2     |
| 2020-2021 | Ligue des champions | Groupe E            | Séville FC               | 1 - 2    | 2 - 3     | Troisième |
| 2020-2021 | Ligue des champions | Groupe E            | Chelsea FC               | 0 - 4    | 1 - 1     | Troisième |
| 2020-2021 | Ligue des champions | Groupe E            | Stade rennais            | 1 - 0    | 1 - 1     | Troisième |
| 2020-2021 | Ligue Europa        | Seizièmes de finale | Dinamo Zagreb            | 2 - 3    | 0 - 1     | 2 - 4     |

Légende
- Victoire ou qualification pour le tour suivant
- Match nul
- Défaite ou élimination de la compétition

## Infrastructures

### Stade
Durant sa première saison en 2008, les matchs du club sont joués au stade Troud, d'une capacité de 3 000 places.
Après la promotion du club en deuxième division en 2009, celui-ci emménage au stade Kouban, pouvant abriter jusqu'à 35 200 spectateurs et partageant sa location avec le Kouban Krasnodar.
En 2013 commence la construction du stade FK Krasnodar, dont le propriétaire est le président du club Sergueï Galitski. Ouvert en octobre 2016, il a une capacité de 33 979 places et abrite depuis les matchs du club, qui y joue son premier match lors de la réception de Schalke 04 en Ligue Europa le 20 octobre 2016.
Le graphique suivant représente le nombre moyen de spectateurs à domicile du FK Krasnodar en championnat par match par saison depuis 2009.

### Académie de jeunesse et clubs-écoles
Le club possède depuis 2013 un premier club-école, le FK Krasnodar-2, ayant pour objectif de donner une expérience professionnelle aux jeunes joueurs issus du centre de formation du club. Celui-ci évolue en deuxième division russe depuis la saison 2018-2019.
Un deuxième club-école, le FK Krasnodar-3 est quant à lui fondé un an après en 2014. Il dispute à l'origine les compétitions régionales du kraï de Krasnodar avant de se professionnaliser et de rejoindre la troisième division en 2018 après la montée du Krasnodar-2.

## Identité visuelle
Le club arbore traditionnellement un maillot ayant le vert foncé comme couleur principal et le noir comme couleur secondaire. 
|  | 2008 | 2009 | 2010 | 2011 | 2012 | 2013 | 2014-2015 | 2016-2017 | 2017-2018 | 2018-2019 |